# C/2000 Y1 (Tubbiolo)
C/2000 Y1 (Tubbiolo) — одна з довгоперіодичних гіперболічних комет. Ця комета була відкрита 16 грудня 2000 року; вона мала 19.3m на час відкриття.